# Naphtali Bacharach
Pour les articles homonymes, voir Bacharach (homonymie).
Naphtali Bacharach, ou Naftali Bacharach, de son nom complet Naphtali Hertz ben Yaakov Elchanan Bacharach, est un kabbaliste juif, né à Francfort au début du XVIIe siècle, mort dans cette même ville dans la seconde moitié au XVIIe siècle. Il a joué un rôle remarquable dans la diffusion de la kabbale lourianique.

## Sa vie
Naphtali Bacharach s’est formé à l’école rabbinique de Francfort, où il s'initie à l'étude de la kabbale, d’avant d’y enseigner lui-même. Il  passe quelques années en Pologne. Puis il retourne dans sa ville natale. Il est connu pour être l’auteur de Emek ha-Melekh (La Vallée des rois), un ouvrage important de la Kabbale.

## Son œuvre
Naphtali Bacharach propose, dans La Vallée des rois, un exposé systématique des théories d’Isaac Louria (1534-1572), un maître de l’école de Safed, en Galilée, qui a renouvelé entièrement l’approche de le Kabbale au début des années 1570.
Bacharach s’appuie principalement sur l’interprétation de la kabbale lourianique par Israël Sarug, un disciple d’Isaac Louria, puis de Joseph Ibn Tabul (1545-1610). Bacharach reproduit presque entièrement le traité de Sarug, Limoudé Atsilout (Les Études de l’émanation), dans son propre ouvrage, sans signaler son emprunt. Bacharach prétend avoir acquis ce savoir lors d’un voyage qu’il aurait effectué en Terre sainte, mais cette prétention n’est pas crédible, selon Gershom Scholem.
Bacharach a également emprunté des théories aux traités de Joseph Delmedigo – Ta’alumot Hokhmah (1629) et Novelot Hokumah (1631) – sans pour autant le reconnaître, mais en accusant, au contraire, Delmedigo de l’avoir plagié. Toutefois, alors que « Delmedigo s’intéresse au côté philosophique et abstrait de la Kabbale », Bacharach apparaît comme « un kabbaliste enthousiaste, voire fanatique, doué d’une perspicacité particulière pour les aspects mystiques de la Kabbale », remarque Scholem. C’est à ce titre que son œuvre est importante.
Bacharach emprunte aussi des thèmes à l’ouvrage de Shabbetaï Horowitz – Shef Tal (1612) – un autre disciple d’Israël Sarug. Il s’agit, pour Bacharach, de relire des textes anciens du corpus kabbalistique (le Zohar, en particulier) sous la lumière nouvelle des théories de Louria, en rassemblant toutes les données lourianiques à sa disposition.
Dans les années 1630, des ouvrages de Haïm Vital, un autre disciple de Louria, circulent à Francfort, notamment Sha'ar Ha'Gilgulim (La Porte des révolutions). Vital acquiert un prestige plus grand que Sarug auprès les kabbalistes allemands, de sorte que « Bacharach prétend titrer son enseignement des livres de Haïm Vital, bien que d’importants chapitres de sa doctrine, comme son interprétation du tsimtsoum et tout ce que cela implique, soient complètement étranger à l’œuvre de Vital », note Scholem.
La fusion des deux traditions lourianiques – la première issue de Joseph Ibn Tabul, via Israël Sarug, la seconde issue de Haïm Vital – s’opère dans l’œuvre de Naphtali Bacharach.
« La Vallée des rois », édité en 1648 à Amsterdam, a une influence considérable sur le développement de la Kabbale, en Europe du Nord en particulier. Le Gaon de Vilna et son école en font une référence majeure. Bacharach a également influencé Nathan de Gaza et Sabbataï Tsevi, ainsi que Moïse Luzzato et ses disciples.
« La Vallée des rois » de Naphtali Bacharach a été traduite en latin par Christian Knorr von Rosenroth dans le second tome de son ouvrage, Kabbala Denudata, édité à Francfort en 1684. Knorr von Rosenroth entreprend lui-même, alors, de rassembler et d’éditer toute la littérature kabbalistique à sa disposition, notamment la littérature lourianique, dans une somme monumentale accessible en latin aux lettrés européens. C’est par cette voie que Bacharach influencera les kabbalistes chrétiens et, au-delà d'eux, les cercles philosophiques qui s'intéressent à la kabbale.
« Doté d’une forte puissance imaginative », note Charles Mopsik, « Bacharach suscita aussi une forte réprobation». L’un de ses détracteurs fut Haïm ben Abraham ha-Cohen d’Alep, dans son ouvrage Mekor Hayim (La Source de vie).

### Texte de Naphtali Bacharach
- Emek ha-Melekh (La Vallée des rois) a été rééditée, dans sa version originale, par Yerid ha-Sefarim, Jérusalem, 2003.

### Études
- Gershom Scholem, Les grands courants de la mystique juive, Payot, Paris, 1954.
- Henry Méchoulan, Être juif à Amsterdam au temps de Spinoza, Albin Michel, Paris, 1991.
- Gershom Scholem, La kabbale. Une introduction, origines, thèmes et biographies, Le Cerf, Paris, 1998 ; réédité par Folio Gallimard, Paris, 2005.
- Charles Mopsik, Cabale et Cabalistes, Albin Michel, 2003.
- (en) Dan Cohn-Sherbok, A Dictionary of Kabbalah and Kabbalists, Impress Books, 2011.